# Sunman
Sunman és una població dels Estats Units a l'estat d'Indiana. Segons el cens del 2000 tenia 805 habitants.

## Demografia
Segons el cens del 2000, Sunman tenia 805 habitants, 319 habitatges, i 210 famílies. La densitat de població era de 307,7 habitants/km².
Dels 319 habitatges en un 35,4% hi vivien nens de menys de 18 anys, en un 47,3% hi vivien parelles casades, en un 11,9% dones solteres, i en un 33,9% no eren unitats familiars. En el 28,5% dels habitatges hi vivien persones soles el 15% de les quals corresponia a persones de 65 anys o més que vivien soles. El nombre mitjà de persones vivint en cada habitatge era de 2,52 i el nombre mitjà de persones que vivien en cada família era de 3,05.
Per edats la població es repartia de la següent manera: un 29,1% tenia menys de 18 anys, un 10,6% entre 18 i 24, un 30,8% entre 25 i 44, un 15,5% de 45 a 60 i un 14% 65 anys o més.
L'edat mediana era de 31 anys. Per cada 100 dones de 18 o més anys hi havia 94,2 homes.
La renda mediana per habitatge era de 33.819 $ i la renda mediana per família de 44.167 $. Els homes tenien una renda mediana de 30.179 $ mentre que les dones 24.107 $. La renda per capita de la població era de 14.828 $. Entorn del 6,6% de les famílies i el 9,6% de la població estaven per davall del llindar de pobresa.

## Poblacions més properes
El següent diagrama mostra les poblacions més properes.